# El Messaid
El Messaid è un comune dell'Algeria, situato nella provincia di ʿAyn Temūshent.